# Fissidens schwabei
Fissidens schwabei là một loài Rêu trong họ Fissidentaceae. Loài này được Nog. mô tả khoa học đầu tiên năm 1955.